# Omorgus crotchi
Omorgus crotchi is een keversoort uit de familie beenderknagers (Trogidae). De wetenschappelijke naam van de soort is voor het eerst geldig gepubliceerd in 1871 door Harold.